# Domori
Domori是一家義大利公司所生產的巧克力產品，總部位於諾內，並自2006年以來是意利集團的一部分。

## 歷史
Domori由Gianluca Franzoni于1997年创立。1993年，Gianluca在完成商學系的學業后前往委内瑞拉，在那里他尝试了不同品种和收获期的可可，旨在保护生物多样性并防止稀有可可品种克里奥罗（英語：criollo）的灭绝。
Domori生产六种克里奥罗可可品种，包括Puertomar和Puertofino。该公司生产一种100%纯克里奥罗可可的巧克力棒，且不添加卵磷脂或调味剂。
2012年，可口可乐公司与Illycaffè合作推出了一系列冷巧克力饮品。除了消费者产品外，Domori还批量生产巧克力，供巧克力师使用。
2015年，Domori在米兰世界博览会上推广了其冷巧克力饮品Crema Cacao。